# Dolmen des Collets
Le dolmen des Collets, appelé aussi dolmen du Colleton, est un dolmen situé à Mons, dans le département du Var en France.

## Description
L'édifice est situé au sommet d'une colline. Le tumulus de forme ovale mesure 12 m de long sur 10 m de large. Le dolmen lui-même est très dégradé. De la chambre sépulcrale, qui était de petite taille (1,90 m par 1,70 m), il ne demeure qu'un des piliers d'entrée (1,80 m de haut pour 0,90 m de largeur), un fragment de la dalle de chevet, une dalle latérale côté nord et un petit muret en pierres sèches côté sud. Le couloir s'ouvre à l'ouest.
Le dolmen fut complètement vidé de son contenu vers 1900 par le comte E. de Pas. P. Gody en 1929 et Gérard Sauzade en 1972 sont toutefois parvenus à collecter un peu de matériel funéraire dans les déblais : des perles discoïdes en stéatite, un fragment de cristal de roche, trois pointes de flèches perçantes et une perle en os segmentée.